# Madadicus
Madadicus is een geslacht van kevers uit de familie  
kniptorren (Elateridae).
Het geslacht is voor het eerst wetenschappelijk beschreven in 1971 door Stibick.

## Soorten
Het geslacht omvat de volgende soorten:
- Madadicus alluaudi (Fleutiaux, 1932)
- Madadicus quadrinotatus (Steinheil, 1875)
- Madadicus sulcator Wurst, Schimmel & Platia, 2001